# Auleben
Auleben era un comune di 1.025 abitanti della Turingia, in Germania, fino al 30 novembre 2010. Dal 1º dicembre 2010 è stato incorporato come frazione, insieme ai comuni di Hamma, Uthleben e Windehausen, nella città di Heringen/Helme, che appartiene al circondario (Landkreis) di Nordhausen (targa NDH) ed è parte del territorio detto Goldene Aue.